# Жорстока підозра
«Жорстока підозра» (англ. A Cruel Suspicion) — американська короткометражна драма 1913 року.

## Сюжет
Містер Бойд, дуже ревнивий чоловік, шляхом випадкових обставин, він знаходить свою дружину, яка розмовляє з красивим чоловік по імені Перрі. Він забороняє своїй дружині розмовляти з цим чоловіком знову, але пізніше, коли вона потрапляє в аварію, містер Перрі йде до неї на допомогу.

## У ролях
- Ірвінг Каммінгс — Перрі